# در اسارت
در اسارت فیلمی به کارگردانی داوود اسماعیلی، علیرضا برخورداری، حسین کامران، مجید ساعتچی فرد و نویسندگی محمود قنبری محصول سال ۱۳۶۳ است.

## بازیگران
- داوود اسماعیلی
- سمیه سالار
- اصغر زمانی
- ارجمند
- حسین کامران
- مجید خلفی
- عبدالرضا ساعتچی فرد
- علیرضا برخورداری
- علی حسین انصاری
- حسن صحّه
- رحمان مرادی
- مهری میرزایی
- امیر زمانی